# Buitenlanding

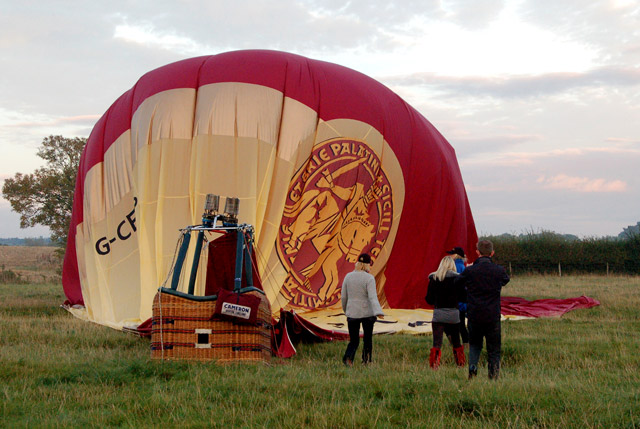
Een heteluchtballon direct na de landing buiten een luchthaventerrein

Een buitenlanding is een landing van een luchtvaartuig op een plaats die niet voor de landing is ingericht, dus niet op een vliegveld.
Een zweefvliegtuig kan gedwongen zijn te landen doordat er geen thermiek meer is.
In dit geval zal de piloot bij voorkeur op een vliegveld landen, maar meestal moet hij voor een weiland kiezen.
Bij een ballon, die immers nauwelijks bestuurbaar is, is een buitenlanding de normale procedure.
Een helikopter maakt vaak een buitenlanding als dat nodig is voor vervoer van hoogwaardigheidsbekleders of patiënten.
Een groot verkeersvliegtuig is niet geschikt voor een probleemloze buitenlanding.
Er is een landingsbaan nodig met een lengte van enkele kilometers, en een grasveld zal daar zelden aan voldoen.
Bij een buitenlanding is er niet noodzakelijk sprake van een storing aan het luchtvaartuig of een andere noodsituatie.
Een buitenlanding kan tevens een noodlanding zijn, maar dat is niet altijd het geval.

## Wetgeving
In een dichtbevolkt land als Nederland kan een buitenlanding of noodlanding met een vliegtuig veel administratieve problemen opleveren.
Het vliegtuig kan in beslag worden genomen en wordt pas aan de eigenaar teruggegeven nadat de administratieve procedures afgehandeld zijn.
Een buitenlanding met een ballon of zweefvliegtuig is daarentegen probleemloos.
Een ballon wordt opgevouwen en een zweefvliegtuig gedemonteerd, waarna het luchtvaartuig met een aanhangwagen naar huis kan worden gebracht.